# Cinema da França

O cinema francês (em francês:  Cinéma français) é o cinema nacional e a produção cinematográfica da França. Iniciado junto do próprio cinema, com o Cinematógrafo dos irmãos Lumière, o cinema da França se tornou a sexta maior indústria cinematográfica em termos de número de filmes produzidos e bilheteria. Desde então, o cinema francês manteve a sua popularidade na França e no estrangeiro e, em termos de sucesso de bilheteira entre o público em geral, perde apenas para os filmes americanos e indianos. O cinema francês é conhecido por sua qualidade estética e por seu cinema de arte, estendendo-se da comédia ao romance. É atualmente o mais dinâmico da Europa continental em termos de público, números de filmes produzidos e de receitas geradas por suas produções. Além de ser uma parte integrante da identidade cultural francesa.
O cinema francês teve um papel importante na história deste meio de comunicação social, tanto em termos técnicos como históricos. Os primórdios do cinema contam com vários nomes franceses, entre os quais os se destacam os irmãos Ampére, não só responsáveis pelo estudo da corrente elétrica, mas também a invenção das primeiras câmeras, feito geralmente erroneamente atribuído aos irmãos Lumière. No desenvolvimento do cinema como forma de arte, muitos dos filmes realizados na França são considerados marcos relevantes. Destaque deve ser dado às escolas vanguardista da década de 1920, ao realismo poético das décadas de 1930 e 1940, e à nouvelle vague a partir do fim da década de 1950.
Entre os realizadores mais influentes da história do cinema francês contam-se Jean Renoir, Marcel Carné, François Truffaut e Jean-Luc Godard. Outros realizadores importantes são René Clair, Jean Cocteau, René Clément, Robert Bresson, Alain Resnais, Jacques Demy, Claude Chabrol, Louis Malle e Jean-Pierre Melville, Henri Verneuil, Bertrand Tavernier, Claude Sautet, Eric Rohmer, Agnès Varda, Maurice Pialat, Bertrand Blier, André Téchiné, François Ozon e Christophe Honoré.
O cinema francês é muito importante, nomeadamente graças aos seus actores que deixaram a sua marca na história do cinema: nos anos 1930 e 1940: Jean Gabin, Raimu e Michel Simon, Louis Jouvet, Pierre Fresnay, Gaby Morlay, depois da guerra e até aos anos 1960: Danielle Darrieux, Michèle Morgan, Simone Signoret, Marina Vlady; Jean Marais, Gérard Philipe, Bernard Blier, Charles Vanel, Fernandel, Bourvil, anos 1960 e 1970: as grandes estrelas Jean-Paul Belmondo, Alain Delon, Brigitte Bardot, Jeanne Moreau, Catherine Deneuve, Romy Schneider e Annie Girardot; os actores Michel Piccoli, Jean Rochefort, Philippe Noiret, Jean-Pierre Cassel, Yves Montand, Jean-Pierre Léaud, Gérard Depardieu, Patrick Dewaere, as actrizes Stéphane Audran, Anna Karina, Claude Jade, Françoise Dorléac, Marlène Jobert, Miou-Miou, Isabelle Huppert, Nathalie Baye, Isabelle Adjani. Para além destes actores, comediantes como Louis de Funès e Pierre Richard. Nos anos 80 e 90, Bernard Giraudeau, Juliette Binoche, Lambert Wilson, a partir dos anos 2000 Marion Cotillard, Vincent Cassel e Louis Garrel. 

## Pioneirismo
Foi na França que nasceu o cinema, quando em 28 de dezembro de 1895, no salão índio do Grand Café do Boulevard des Capucines, em Paris, teve lugar a projeção pública do Cinematógrafo dos Irmãos Lumière, com a exibição do filme A chegada de um trem em La Ciotat, custando um franco. A longa jornada desde a câmara escura e a lanterna mágica culminou com a invenção do cinematógrafo pelos irmãos Louis e Auguste Lumière. A superioridade sobre os experimentos passados e contemporâneos foi a possibilidade de projetar imagens em movimento em uma tela. O sucesso da projeção foi tal que as entradas somariam mais de 2.500 por dia. A lotação da sala foi limitada a 120 pessoas e a multidão reuniu-se em frente à sala para poder assistir a uma das sessões que durou cerca de vinte minutos.
“Diante deste espetáculo, todos nós ficamos sem palavras, impressionados com o espanto, surpresos além da expressão. No final da apresentação foi um delírio, todos se perguntaram como poderíamos ter alcançado tal resultado."

## Cinema francês pós-Primeira Guerra

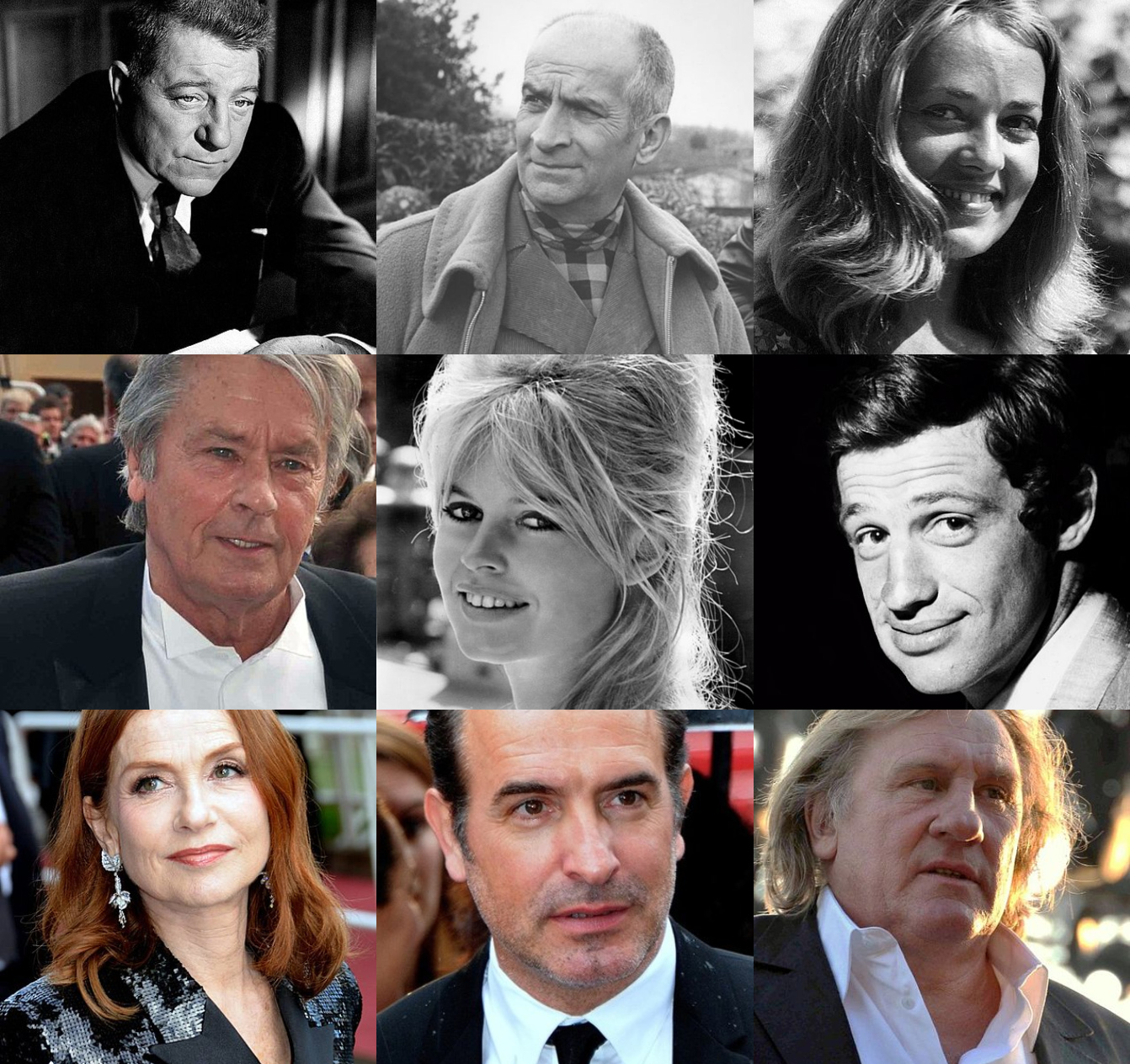
Montagem de atores franceses famosos. De cima para baixo: Jean Gabin, Louis de Funès, Jeanne Moreau, Alain Delon, Brigitte Bardot, Jean Paul Belmondo, Isabelle Huppert, Jean Dujardin e Gérard Depardieu.

Após a Primeira Guerra Mundial o cinema francês entrou em crise devido a falta de dinheiro para a criação de novos filmes, como aconteceu na maioria dos países europeus. A situação permitiu que os filmes dos Estados Unidos chegassem aos cinemas europeus, pois os filmes norte-americanos poderiam ser vendidos mais baratos já que seus estúdios recuperavam os gastos dos filmes em seu próprio mercado. A França adotou uma medida para diminuir a importação de filmes e estimular a produção francesa, onde a cada sete filmes importados um filme francês deveria ser produzido e exibido nos cinemas franceses.
Durante o período entre guerras, Jacques Feyder foi um dos fundadores do realismo poético francês no cinema. Ele também dominou o cinema impressionista francês junto com Jean Epstein, Abel Gance e Germaine Dulac.
Em 1931 Marcel Pagnol filmou sua trilogia (Marius, Fanny e César). Ainda na década de 1930 René Clair produziu Sous les toits de Paris (1930), Feyder produziu La Kermesse héroïque (1935), Julien Duvivier produziu Camaradas (1936) e Jean Renoir dirigiu a sua primeira obra prima, A Grande Ilusão. Dois anos depois Renoir dirigiu A Regra do Jogo, que é considerado um dos melhores filmes de todos os tempos.
Já durante a Segunda Guerra Mundial, Marcel Carné dirigiu o filme Les enfants du paradis, que foi lançado em 1945. O filme foi considerado o melhor filme francês do século de acordo com uma votação realizada por críticos e profissionais do cinema.

## Cinema francês pós-Segunda Guerra

### 1940-1970
André Bazin fundou a revista Cahiers du Cinéma, onde amantes do cinema e críticos discutiam porque os filmes tinham dado certo. A revista tinha em seu time de críticos François Truffaut, Jean-Luc Godard, Eric Rohmer e Claude Chabrol. Os críticos tornaram-se diretores e criaram uma nova vertente do cinema: a Nouvelle vague. Outros diretores que mais tarde se consagrariam dentro da mesma vertente foram Alain Resnais e Agnès Varda. A Nouvelle vague influenciou diretamente o futuro de Hollywood e, no início da década de 1960 começou seu declínio.

### Depois daNouvelle Vague
| Produção de longas-metragens na França |     |
| Ano                                    | Nº  |
| 1975                                   | 222 |
| 1985                                   | 151 |
| 1995                                   | 141 |
| 2005                                   | 240 |

Em 1968, os eventos de maio abalaram a França. François Truffaut já havia organizado manifestações em fevereiro para protestar contra a destituição de Henri Langlois do cargo de diretor da Cinemateca Francesa e dedicou seu filme em andamento, Beijos Proibidos, a Langlois. O Festival de Cinema de Cannes foi interrompido - por iniciativa de Truffaut, Godard e Louis Malle. Durante anos, Jean-Luc Godard não trabalhou no cinema comercial. Filmes políticos como Costa-Gavras Z são bem-sucedidos. Chabrol continuou sua vivissecção da burguesia (La Femme infidèle) e Truffaut explorou a possibilidade de felicidade conjugal burguesa (Domicílio Conjugal).
Enquanto Godard desapareceu do cinema após a Nova Onda, com exceção de alguns ensaios, Truffaut e Chabrol continuaram sendo os principais diretores, cujos aspectos artísticos também continuaram sendo um sucesso comercial. Outros diretores da década de 1970 com esse impacto são Bertrand Tavernier, Claude Sautet, Eric Rohmer, Claude Lelouch, Georges Lautner, Jean-Paul Rappeneau, Michel Deville, Yves Boisset, Maurice Pialat, Bertrand Blier, Coline Serreau e André Téchiné.  Em filmes de puro entretenimento, foram Gérard Oury, Édouard Molinaro. Para as atrizes, além das grandes estrelas Catherine Deneuve, Annie Girardot e Romy Schneider, há as atrizes Anna Karina, Claude Jade, Stéphane Audran, Bernadette Lafont, Miou-Miou, Isabelle Huppert, Nathalie Baye e Isabelle Adjani. Quanto aos atores, além dos astros Alain Delon e Jean-Paul Belmondo, há Michel Piccoli, Jean Rochefort, Philippe Noiret, Jean-Pierre Cassel, Jean-Pierre Léaud, Jean Yanne e Victor Lanoux. No gênero comédia, além de Louis de Funès, que continua ativo, o ator e diretor Pierre Richard.

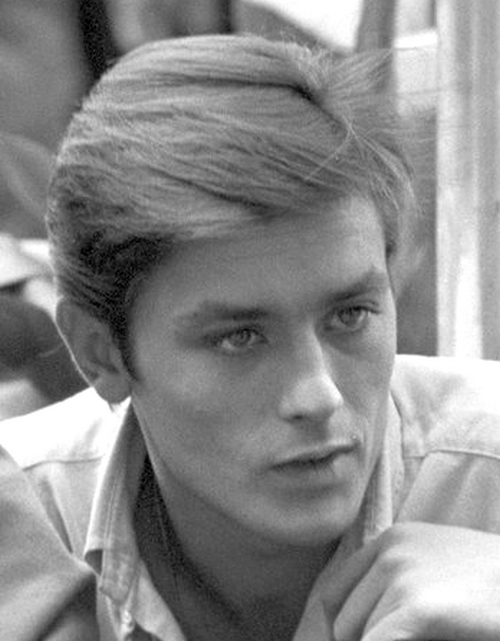
Alain Delon, ícone do cinema francês.

## Novo extremismo francês
Termo cunhado pelo crítico da revista “Artforum” para englobar as várias produções de caráter transgressor que surgiram no país no começo dos anos 2000. O denominado Novo Extremismo Francês (New French Extremity) é composto por alguns filmes, principalmente de terror, que vêm sendo lançados naquele país desde o início dos anos 2000.
A maioria dos filmes que fazem parte do movimento são marcados por possuírem violência extrema e personagens principais femininas (Essa última característica, inclusive, fez alguns críticos atribuírem ao gênero o rótulo de “Torture Porn”, que caracteriza filmes em que mulheres são colocadas em perigo e torturadas apenas para o deleite da plateia masculina. A meu ver não cabe esse rótulo aqui). Junto com esse movimento, obviamente vieram muitas obras ruins, mas também vieram algumas que se destacam e com certeza merecem ser recomendadas.

## Principais filmes
- À bout de souffle (1960), de Jean-Luc Godard
- La grande illusion (1937), de Jean Renoir
- Les quatre cents coups (1959), de François Truffaut
- Irréversible (2002), de Gaspar Noé
- Le fabuleux destin d'Amélie Poulain (2001), de Jean-Pierre Jeunet

## Principais directores
- Marc Allégret
- Yves Allégret
- Jean-Jacques Annaud
- Guy Debord
- Claude Autant-Lara
- André Berthomieu
- Luc Besson
- Yves Boisset
- Bernard Borderie
- Jean Boyer
- Robert Bresson
- Maurice Cammage
- Maurice de Canonge
- Marcel Carné
- Pierre Colombier
- Alain Corneau
- Claude Chabrol
- Pierre Chenal
- Patrice Chéreau
- Yves Ciampi
- René Clair
- René Clément
- Henri-Georges Clouzot
- Constantin Costa-Gavras
- Louis Daquin
- Henri Decoin
- Jean Dellanoy
- Jacques Deray
- Jean Devaivre
- Julien Duvivier
- Jean Epstein
- Jacques Feyder
- Georges Franju
- Abel Gance
- José Giovanni
- Jean Girault
- Jean Grémillon
- Sacha Guitry
- André Hunebelle
- Christian-Jaque
- Léo Joannon
- Alex Joffé
- Philippe Labro
- Maurice Labro
- Georges Lacombe
- Georges Lampin
- Georges Lautner
- Marcel Lherbier
- Georges Mélies
- Gérard Oury
- Jean Renoir
- Alain Resnais
- Eric Rohmer
- Coline Serreau
- Jacques Tati
- Jacques Tourneur
- Maurice Tourneur
- Henri Verneuil
- Jean Vigo
- Claude Zidi

## Principais atores

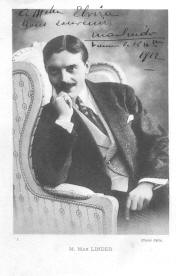
Max Linder, ator de comédia francês, foto de 1912

- Isabelle Adjani
- Annabella
- Arletty
- Françoise Arnoul
- Michel Auclair
- Pascale Audret
- Jean-Pierre Aumont
- Mireille Balin
- Brigitte Bardot
- Jean-Paul Belmondo
- Jean-Louis Trintignant
- Marion Cotillard
- Jules Berry
- Pierre Blanchar
- Bernard Blier
- Carole Bouquet
- Bourvil
- Charles Boyer
- Claude Brasseur
- Pierre Brasseur
- Julien Carette
- Martine Carol
- Leslie Caron
- Pauline Carton
- Fernand Charpin
- Maurice Chevalier
- Marcel Dalio
- Danielle Darrieux
- René Dary
- Claude Dauphin
- Marie Déa
- Louis de Funès
- Suzy Delair
- Alain Delon
- Nathalie Delon
- Danièle Delorme
- Catherine Deneuve
- Gérard Depardieu
- Patrick Dewaere
- Romain Duris
- Françoise Fabian
- Saturnin Fabre
- Fernandel
- Edwige Feuillère
- Victor Francen
- Pierre Fresnay
- Jeanne Fusier-Gir
- Jean Gabin
- Gabriel Gabrio
- Daniel Gélin
- Annie Girardot
- Fernand Gravey
- Isabelle Huppert
- Claude Jade
- Marlène Jobert
- Louis Jourdan
- Louis Jouvet
- Bernadette Lafont
- Christophe Lambert
- Robert Lamoureux
- Pierre Larquey
- Ginette Leclerc
- Fernand Ledoux
- Robert Lynen
- Jean Marais
- Georges Marchal
- Maria Mauban
- Paul Meurisse
- Miou-Miou
- Pierre Mondy
- Yves Montand
- Jeanne Moreau
- Noël-Noël
- Philippe Noiret
- Madeleine Ozeray
- François Périer
- Gérard Philippe
- Michel Piccoli
- Elvire Popesco
- Albert Préjean
- Micheline Presle
- Suzy Prim
- Yvonne Printemps
- Jules Raimu
- Simone Renant
- Pierre Renoir
- Claude Rich
- Pierre Richard
- Pierre Richard-Willm
- Dany Robin
- Madeleine Robinson
- Viviane Romance
- Noël Roquevert
- Renée Saint-Cyr
- Michel Serrault
- Jean Servais
- Simone Signoret
- Michel Simon
- Simone Simon
- Madeleine Sologne
- Audrey Tautou
- Valentine Tessier
- Jean Tissier
- Charles Vanel
- Juliette Binoche
- Henri Vidal
- Frank Villard
- Vanessa Paradis
- Louis Garrel

## Festivais de cinema na França
- Festival de Cinema de Cannes
- Festival de Cinema Estadunidense de Deauville
- Festival de Cinema de Avoriaz
- Festival de Cinema de Gérardmer